# 網走郡
- 令制国一覧 > 北海道 (令制) > 北見国 > 網走郡
- 日本 > 北海道 > オホーツク総合振興局 > 網走郡

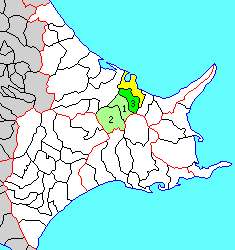
北海道網走郡の位置（1.美幌町 2.津別町 3.大空町 黄：明治期 薄緑：旧・網尻郡）

網走郡（あばしりぐん）は、北海道（北見国）オホーツク総合振興局の郡。
人口27,302人、面積1,498.87km²、人口密度18.2人/km²。（2025年6月30日、住民基本台帳人口）
以下の3町を含む。
- 美幌町（びほろちょう）
- 津別町（つべつちょう）
- 大空町（おおぞらちょう）

## 郡域
1879年（明治12年）に行政区画として発足した当時の郡域は、網走市・大空町にあたる。

## 歴史

### 郡発足までの沿革
江戸時代の網走郡域は西蝦夷地に属し、当初は松前藩によって開かれたソウヤ場所に含まれた後、アバシリ場所が開かれていた。
江戸時代後期になると、南下政策を強力に進めるロシアの脅威に備え文化4年網走郡域は天領とされた。翌文化5年から文化7年にかけて白糠在勤の幕吏・大塚忽太郎の指揮で釧路国を起点に網走川沿いを下りニマンベツを経て新栗履（にくりばけ、今の網走市藻琴）に至る46里（180.7km）の網走越（国道240号の前身）が開削された。この道は、留萌など西蝦夷地の各場所に馬を配置する際などにも利用された。文化9年、漁場の鎮守とするため近江出身の藤野四郎兵衛により網走川の河口に弁財天を祀る小祠が建てられる。これは後に北見国一宮と称される網走神社の前身である。文政4年には一旦松前藩領に復したものの、安政2年再び天領となり会津藩警固地となっていた。戊辰戦争（箱館戦争）終結直後の1869年8月15日、大宝律令の国郡里制を踏襲して網走郡が置かれた。

### 郡発足以降の沿革
- 明治2年

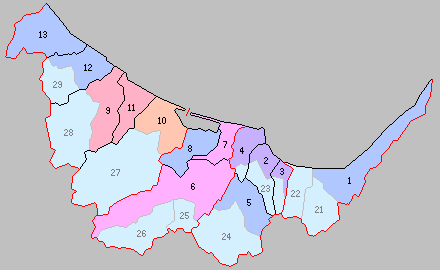
北海道一・二級町村制施行時の網走郡の町村（2.網走町 3.藻琴村 4.能取村 5.美幌村 紫：網走市 青：合併を経ていない町村 23.大空町 24.津別町）

  - 8月15日（1869年9月20日） - 北海道で国郡里制が施行され、北見国および網走郡が設置される。開拓使が管轄。
  - 8月29日（1869年10月4日） - 名古屋藩の領地となる（北海道の分領支配）。
- 明治3年6月19日（1870年7月17日） - 再び開拓使の管轄となる。
- 明治5年
  - 4月9日（1872年5月15日） - 全国一律に戸長・副戸長を設置（大区小区制）。
  - 10月10日（1872年11月10日） - 4月に設置された区を大区と改称し、その下に旧来の町村をいくつかまとめて小区を設置（大区小区制）。
  - 同年、アバシリ村、エチャニ村、ニクリバケ村、ノトロ村、モヨロ村、モコト村、ナヨロ村、トウフツ村が成立。
- 明治8年（1875年）- 各村名に漢字を当て、網走村、勇仁村、新栗履村、能取村、最寄村、藻琴村、娜寄村、濤沸村とする。
- 明治9年（1876年）9月 - 従来開拓使において随意定めた大小区画を廃し、新たに全道を30の大区に分ち、大区の下に166の小区を設けた。

- 第27大区
  - 2小区 ： 能取村、最寄村、網走村、勇仁村、新栗履村、藻琴村、娜寄村、濤沸村

- 明治12年（1879年）7月23日 - 郡区町村編制法の北海道での施行により、行政区画としての網走郡が発足。
- 明治13年（1880年）7月 - 網走郡外三郡役所（網走斜里常呂紋別郡役所）の管轄となる。
- 明治14年（1881年）7月8日 - 釧路国網尻郡を編入。同年網走村から北見町が分町。
- 明治15年（1882年）2月8日 - 廃使置県により根室県の管轄となる。
- 明治19年（1886年）
  - 1月26日 - 廃県置庁により北海道庁根室支庁の管轄となる。
  - 2月 - 根室支庁が廃止。
- 明治30年（1897年）11月5日 - 郡役所が廃止され、網走支庁の管轄となる。
- 明治35年（1902年）4月1日 - 北海道二級町村制の施行により、以下の町村が発足。（1町2村）
  - 網走町（二級町） ← 北見町、網走村、勇仁村、新栗履村（現・網走市、大空町）
  - 藻琴村（二級村） ← 藻琴村、娜寄村、濤沸村（現・網走市、大空町）
  - 能取村（二級村） ← 能取村、最寄村（現・網走市、大空町）
- 大正4年（1915年）4月1日（1町1村）
  - 能取村・藻琴村が網走町に編入、網走町が北海道一級町村制を施行。
  - 北海道二級町村制の施行により、美幌村、杵端辺村、古梅村、活汲村、達媚村、翻木禽村の区域をもって美幌村（二級村）が発足。（1町1村）
- 大正8年（1919年）4月1日 - 美幌村の一部（大字達媚村・翻木禽村および活汲村・美幌村の各一部）が分立して津別村（二級村）が発足。（1町2村）
- 大正10年（1921年）4月1日 - 網走町の一部（大字網走村・最寄村の各一部）が分立して女満別村（二級村）が分立する。（1町3村）
- 大正12年（1923年）4月1日 - 美幌村が北海道一級町村制・町制を施行して美幌町（一級町）となる。（2町2村）
- 昭和14年（1939年）4月1日 - 女満別村が北海道一級町村制を施行。
- 昭和18年（1943年）
  - 4月1日 - 津別村が北海道一級町村制を施行。
  - 6月1日 - 北海道一・二級町村制が廃止され、北海道で町村制を施行。二級町村は指定町村となる。
- 昭和21年（1946年）
  - 9月10日 - 津別村が町制施行して津別町となる。（3町1村）
  - 10月5日 - 指定町村を廃止。
- 昭和22年（1947年）
  - 2月11日 - 網走町の一部（字東藻琴・西蔵・大進・明生・新富・山園・福富・末広・千草および栄・清浦の各一部）が分立して東藻琴村が発足。残部が市制施行して網走市となり、郡より離脱。（2町2村）
  - 5月3日 - 地方自治法の施行により北海道網走支庁の管轄となる。
- 昭和26年（1951年）4月1日 - 女満別村が町制施行して女満別町となる。（3町1村）
- 平成18年（2006年）3月31日 - 女満別町・東藻琴村が合併して大空町が発足。（3町）
- 平成22年（2010年）4月1日 - 網走支庁が廃止され、オホーツク総合振興局の管轄となる。